# Nemzetgazdasági Tervezési Hivatal
A Nemzetgazdasági Tervezési Hivatal (NTH) a nemzetgazdasági miniszter irányítása alatt álló központi hivatal, önállóan működő és gazdálkodó költségvetési szerv volt. A Hivatal létrehozására 2011. december 1–jén került sor. 2012. január 1-től működő, az országos elemzésekkel, stratégiák készítésével foglalkozó kormányzati urbanisztikai szervezet volt. 2014. december 31-ével jogutód nélkül  megszűnt.

## Vezetője
- Horkay Nándor
- Pecze Tibor Csongor[2]

## Feladatai
A Nemzetgazdasági Tervezési Hivatal mint a nemzetgazdasági miniszter irányítása alatt álló központi hivatal, önállóan működő és gazdálkodó költségvetési szerv volt, amely a Nemzetgazdasági Minisztérium háttérintézményeként, annak területfejlesztési, gazdaságstratégiai, turisztikai részlegeivel szorosan és közvetlenül együttműködik, és a minisztériummal közösen kialakított szakmai feladatellátásnak megfelelően dolgozott.
A feladatokat részletesen külön jogszabály: a "1/2014. (I. 6.) NGM utasítás a Nemzetgazdasági Tervezési Hivatal Szervezeti és Működési Szabályzatáról" határozta meg. 
A Hivatal felelt a Területfejlesztési szakmai feladatainak ellátásáért és ehhez kapcsolódóan kiadta a Falu Város Régió című területfejlesztési szakfolyóiratot.